# Royale Union Jemappes-Flénu
Maillots
Dernière mise à jour : 9 février 2011.
La Royale Union Jemappes-Flénu (ou RU Jemappes-Flénu) fut un club de football belge localisé dans la commune de Jemappes dans la Province de Hainaut. Fondé en 1921, ce club porta le matricule 136.
Fondé sous le nom d'Union Jemappes, il fusionna en 1990 avec Flénu Sport (matricule 4094) pour former RU Jemappes-Flénu (matricule 136). Il disparut dans une fusion avec le R. AEC Mons en 1998.
La RU Jemappes-Flénu joua durant 18 saisons en séries nationales (17 sous le nom d'Union Jemappes).

## Historique
- 1921 : Fondation de UNION JEMAPPES.
- 1926 : UNION JEMAPPES se vit attribuer le matricule 136.
- 1927 : UNION JEMAPPES accéda pour la première fois aux séries nationales. Cette première expérience ne dura qu'une saison.
- 1944 : 25/04/1944, Affiliation[1] de FOOTBALL CLUB FLENU SPORT à l'URBSFA. Ce club se vit attribuer le matricule 4094.
- 1951 : UNION JEMAPPES (matricule 136) fut reconnu Société Royale et prit le nom de ROYALE UNION JEMAPPES (matricule 136).
- 1990 : ROYALE UNION JEMAPPES (matricule 136) fusionna avec FOOTBALL CLUB FLENU SPORT (matricule 4094) pour former ROYALE UNION JEMAPPES-FLENU (matricule 136).
- 1995 : ROYALE UNION JEMAPPES-FLENU (matricule 136) revint en séries nationales 38 ans après les avoir quittées.
- 1998 : ROYALE UNION JEMAPPES-FLENU (matricule 136) fusionna (ou fut absorbée par) avec ROYAL ALBERT ELISABETH CLUB MONS (matricule 44) pour former avec ROYAL ALBERT ELISABETH CLUB MONS (matricule 44). Le matricule 136 fut alors radié.

## Dernière accession aux séries nationales
En fin de saison 1994-1995, la RU Jemappes-Flénu avait été promue via le "Tour final interprovincial" qui se disputait pour la 1e fois. Le club hennuyer avait battu le R. FC Spy (3-0) puis s'était incliné contre la R. US Andenne-Seilles (3-5). Le matricule 136 avait alors prit le meilleur (?-?) sur le R. SC Athusien en "finale des battus". La fusion R. FC Liégeois/R Tilleur FC formant le R. Tilleur-FC Liège (RTFCL) libéra une place en "nationale" et RU Jemappes-Flénu fut repêché.

## Résultats séries nationales
Statistisques clôturées - Club disparu

### Bilan
| Niv | Divisions    | Jouées | Titres | TM Up | TM Down |
| --- | ------------ | ------ | ------ | ----- | ------- |
| I   | 1e nationale | 0      | 0      |       |         |
| II  | 2e nationale | 0      | 0      |       |         |
| III | 3e nationale | 12     | 0      |       | 1       |
| IV  | 4e nationale | 6      | 0      |       |         |
|     |              |        |        |       |         |
|     | TOTAUX       | 18     | 0      |       | 1       |

### Saisons
| Ordre | Saison  | Nom du club             | Niveau                     | Classement final | Remarques                    |
| ----- | ------- | ----------------------- | -------------------------- | ---------------- | ---------------------------- |
| 1     | 1927-28 | Union Jemappes          | Promotion (D3) série B     | 13e/14           | Relégué !                    |
|       |         |                         |                            |                  | séries régionales            |
| 2     | 1929-30 | Union Jemappes          | Promotion (D3) série B     | 12e/14           | Test-match pour le maintien. |
| 3     | 1930-31 | Union Jemappes          | Promotion (D3) série B     | 8e/14            |                              |
| 4     | 1931-32 | Union Jemappes          | Promotion (D3) série B     | 5e/14            |                              |
| 4     | 1932-33 | Union Jemappes          | Promotion (D3) série A     | 5e/14            |                              |
| 6     | 1933-34 | Union Jemappes          | Promotion (D3) série B     | 10e/14           |                              |
| 7     | 1934-35 | Union Jemappes          | Promotion (D3) série C     | 5e/14            |                              |
| 8     | 1935-36 | Union Jemappes          | Promotion (D3) série D     | 12e/14           | Relégué                      |
|       |         |                         |                            |                  | séries régionales            |
| 9     | 1942-43 | Union Jemappes          | Promotion (D3) série B     | 9e/13            |                              |
| 10    | 1943-44 | Union Jemappes          | Promotion (D3) série C     | 7e/14            |                              |
|       | 1944-45 |                         | Compétitions arrêtées      |                  |                              |
| 11    | 1945-46 | Union Jemappes          | Promotion (D3) série C     | 7e/18            |                              |
| 12    | 1946-47 | Union Jemappes          | Promotion (D3) série D     | 15e/17           | Relégué                      |
|       |         |                         |                            |                  | séries provinciales          |
| 13    | 1952-53 | R. Union Jemappes       | Promotion série D          | 6e/16            |                              |
| 14    | 1953-54 | R. Union Jemappes       | Promotion série C          | 4e/16            |                              |
| 15    | 1954-55 | R. Union Jemappes       | Promotion série B          | 7e/16            |                              |
| 16    | 1955-56 | R. Union Jemappes       | Promotion série A          | 12e/16           |                              |
| 17    | 1956-57 | R. Union Jemappes       | Promotion série B          | 16e/16           | Relégué                      |
|       |         |                         |                            |                  | séries provinciales          |
| 18    | 1995-96 | R. Union Jemappes-Flénu | Promotion série A          | 15e/16           | Relégué                      |
|       |         |                         |                            |                  | séries provinciales          |
|       | 1998    | Fusion avec R. AEC Mons | Le matricule 136 disparaît |                  |                              |